# Tunísia Otomana
A Tunísia Otomana, também conhecida como Regência de Túnis,    refere-se à presença otomana em Ifríquia dos séculos 16 a 19, quando Túnis foi oficialmente integrada ao Império Otomano como o Eialete de Túnis. A presença otomana no Magrebe começou com a tomada de Argel em 1516 pelo corsário turco otomano e Beilerbei Aruj (Oruç Reis), eventualmente expandindo-se por toda a região com exceção de Marrocos. A primeira conquista otomana de Túnis ocorreu em 1534 sob o comando de Cairadim Barba-Ruiva, o irmão mais novo de Aruje, que foi o Kapudan Paxá da Frota Otomana durante o reinado de Solimão, o Magnífico. No entanto, foi só na reconquista final otomana de Túnis da Espanha em 1574 que os turcos adquiriram permanentemente os antigos territórios da Tunísia Haféssida, mantendo-os até a ocupação francesa da Tunísia em 1881.
Túnis esteve inicialmente sob domínio otomano vindo de Argel, mas a Porta Otomana logo nomeou diretamente um governador (paxá) apoiado pelas forças janízaras . No entanto, a Tunísia rapidamente ganhou autonomia e funcionou como uma província autónoma sob o comando do bei local, também referido como o Beilhique de Tunes. Embora Argel contestasse ocasionalmente esta autonomia, a Tunísia manteve com sucesso o seu estatuto. Ao longo deste período, os conselhos governantes na Tunísia eram compostos principalmente pela elite estrangeira, conduzindo os assuntos de Estado principalmente na língua turca otomana.
Os piratas berberes tinham como alvo os navios europeus, originários principalmente de Argel, Túnis e Trípoli. No entanto, após um período prolongado de diminuição dos ataques, o poder crescente dos estados europeus acabou por pôr fim à prática através das Guerras da Barbária. Durante o domínio do Império Otomano, a Tunísia experimentou uma contração territorial, perdendo terras para o oeste (Constantino) e para o leste (Trípoli). No século XIX, os governantes tunisinos tomaram nota das reformas políticas e sociais em curso na capital otomana. Inspirado por estas reformas e pelo modelo turco, o bei de Tunes embarcou na modernização das reformas institucionais e económicas. No entanto, a crescente dívida internacional da Tunísia forneceu uma razão ou pretexto para as forças francesas estabelecerem um Protetorado em 1881.
Um legado de séculos de domínio turco é a existência de uma população de origem turca. Historicamente, os descendentes do sexo masculino eram conhecidos como Kouloughlis.